# Lammenhorn
Lammenhorn är en bergstopp i Schweiz.   Den ligger i distriktet Visp och kantonen Valais, i den södra delen av landet, 90 km söder om huvudstaden Bern. Toppen på Lammenhorn är 3 190 meter över havet, eller 72 meter över den omgivande terrängen. Bredden vid basen är 0,20 km.
Terrängen runt Lammenhorn är huvudsakligen mycket bergig. Närmaste större samhälle är Visp, 15,5 km norr om Lammenhorn. 
Trakten runt Lammenhorn består i huvudsak av gräsmarker. Runt Lammenhorn är det ganska glesbefolkat, med 23 invånare per kvadratkilometer.